# Martin Hujsa
Martin Hujsa (* 9. September 1979 in Skalica, Tschechoslowakei) ist ein slowakischer Eishockeyspieler, der seit August 2012 beim HK Ertis Pawlodar in der kasachischen Eishockeyliga unter Vertrag steht.

## Karriere
Martin Hujsa begann seine Karriere als Eishockeyspieler in der Jugend des HK 36 Skalica, für dessen Profimannschaft er in der Saison 1997/98 sein Debüt in der slowakischen Extraliga gab. Nach sechs Jahren in der höchsten slowakischen Spielklasse wechselte der Stürmer zu deren Ligarivalen HC Slovan Bratislava, mit dem er zunächst 2004 den IIHF Continental Cup gewann, sowie 2005, 2007 und 2008 jeweils Slowakischer Meister wurde. Durch den Gewinn der Meisterschaft in der Saison 2007/08 qualifizierte sich Hujsa mit seiner Mannschaft für die neugegründete Champions Hockey League, in der er in der Saison 2008/09 in allen vier Gruppenspielen für Slovan auf dem Eis stand und vier Scorerpunkte erzielte.
Zur Saison 2011/12 wechselte Hujsa zum HC Litvínov aus der tschechischen Extraliga.

### International
Für die Slowakei nahm Hujsa an der U20-Junioren-Weltmeisterschaft 1999 teil, bei der er mit seiner Mannschaft die Bronzemedaille gewann.

## Erfolge und Auszeichnungen
- 1999 Bronzemedaille bei der Junioren-Weltmeisterschaft
- 2004 IIHF-Continental-Cup-Gewinn mit dem HC Slovan Bratislava
- 2005 Slowakischer Meister mit dem HC Slovan Bratislava
- 2007 Slowakischer Meister mit dem HC Slovan Bratislava
- 2008 Slowakischer Meister mit dem HC Slovan Bratislava
- 2013 Kasachischer Meister mit dem HK Ertis Pawlodar
- 2014 Kasachischer Meister mit dem HK Ertis Pawlodar

## Extraliga (Slowakei)-Statistik
(Stand: Ende der Saison 2010/11)